# 榆树沟镇
榆树沟镇，是中华人民共和国新疆维吾尔自治区昌吉回族自治州昌吉市下辖的一个乡镇级行政单位。

## 行政区划
榆树沟镇下辖以下地区：
前进村、曙光村、四畦村、榆树沟村、牧业村、勇进村、工业园社区和农场生活区。